# کامپوفیوریتو
کامپوفیوریتو (به ایتالیایی: Campofiorito) یک کومونه در ایتالیا است که در استان پالرمو واقع شده‌است.

## خصوصیات
کامپوفیوریتو ۲۱٫۴ کیلومترمربع مساحت و ۱٬۳۷۹ نفر جمعیت دارد.